# Gymnase vosgien
Pour les articles homonymes, voir Vosgien (homonymie).
Le Gymnase vosgien (ou Gymnasium Vosagense) était une association culturelle et scientifique créée vers 1500 à Saint-Dié-des-Vosges.

## École ecclésiastique
En  1444, les  chanoines  de Saint-Dié passent contrat avec un maître d’œuvre pour « ériger trois voûtes au cloître, en la partie devers le mont et sur icelle faire une librairie. » Celle-ci étant située sur les routes reliant Paris aux villes de Strasbourg, Sélestat, Heidelberg et Fribourg, les fonds conservés s’enrichissent ensuite de legs de religieux ou d’amis.
Outre son « école latine »[réf. souhaitée] se situant dans la tradition de la « dévotion moderne », le Gymnase vosgien comportait une importante imprimerie pour la propagation des travaux scientifiques dans tous les domaines, allant de la géographie à la musique en passant par la géométrie.
Sa première publication, à Toul en 1505, fut un traité de perspective, De artificiali perspectiva par Jean Pèlerin dit (Le) Viator, en français et en latin. Ce traité, le premier à être imprimé en Europe sur ce sujet — les travaux précédents étaient manuscrits —, appliquait les principes nouveaux de la perspective à la construction de villes. L'artiste allemand Albrecht Dürer reprit la construction de Viator dans sa gravure du théologien Jérôme en 1514.

## Cénacle des géographes
Au sein de ce foyer d'humanistes se distinguait aussi un groupe constitué par le chanoine Vautrin Lud lui-même, le cartographe allemand Martin Waldseemüller, l'helléniste et correcteur d'imprimerie Mathias Ringmann, le latiniste Jean Basin et Nicolas Lud, (fils de Johannes Lud de Pfaffenhoffen et neveu du chanoine), secrétaire du duc René II.
En 1507, le duc de Lorraine, René II, leur confie le récit des expéditions du navigateur florentin Amerigo Vespucci, textes publiés sous le titre de Mundus novus publiés fin 1502, début 1503. Ce recueil contient notamment la Lettera di Amerigo Vespucci delle isole nuovamente trovate in quattro suoi viaggi (Lettre d'Amerigo Vespucci concernant les isles nouvellement découvertes de ses quatre voyages), récits chronologiques connus également sous le nom de Lettera al Soderini ou Lettre à Soderini, courrier envoyé à l'homme d'État italien Pier Soderini. Réimprimée en 1504 ou 1505, cette lettre décrit les quatre voyages vers le nouveau continent effectués par Amerigo Vespucci entre 1497 et 1504.
Ces textes, qui parlent de terres nouvelles découvertes au-delà de l'Atlantique, passionnent les savants déodatiens. Ils décident de dresser une carte basée sur les travaux du grec Claude Ptolémée en les complétant par les découvertes qui viennent de leur parvenir (comme le planisphère Caverio, BNF, le planisphère Henricus Martellus, Yale). Le « Nouveau Monde » (Mundus novus), décrit par Amerigo Vespucci, apparaît comme un continent bordé d'océans, bien distinct de l'Asie. La mentionné « AMERICA » figure sur l'Amérique du Sud. Un livret explicatif, contenant un traité de géographie (« SPHERAE MATE. RVDIMENTA ») et la traduction latine des quatre récits d'Amerigo Vespucci, (Quattuor Americi Vespuccii navigationes), accompagne la carte. C'est la Cosmographiae introductio, dans laquelle le Gymnase vosgien explique pourquoi il souhaite baptiser le nouveau continent « America ». Il s'agit d'honorer la mémoire d'Amérigo Vespucci, qui a navigué suffisamment au sud de l'hémisphère sud (jusqu'au 40e parallèle sud) pour le compte du Portugal. Amerigo s'était rendu compte que la terre sur laquelle Christophe Colomb avait mis les pieds ne pouvait être l'Asie, globalement dans l'hémisphère nord, mais bel et bien un Nouveau Monde, une quatrième partie du monde, après Europa, Asia, et Africa, toutes trois dénommées d'après des noms de femmes, issus de la mythologie. Probablement inspiré par Matthias Ringmann, le plus jeune et la cheville ouvrière du groupe, aussi bien lettré, en langues française, latine et grecque, que typographe, le Gymnase vosgien a proposé cette dénomination d'America pour le Nouveau Monde, soit le féminin d'Americus, la traduction en latin du prénom italien d'Amerigo, probablement la traduction en italien d'Émeric, d'après le grand saint Émeric de Hongrie, ayant vécu au XIe siècle, dont le culte s'est propagé en Italie sous les Angevins, rois de Sicile depuis Charles Ier au XIIIe siècle après Frédéric II Hohenstaufen, et devenus rois de Hongrie depuis Carobert (Charles-Robert) en 1308. Et bien qu'élaborés aux dépens du véritable découvreur, Christophe Colomb, ces travaux ont fait autorité et se sont imposés dans le monde entier. C’est ainsi que Saint-Dié-des-Vosges s’honore aujourd’hui du titre de « marraine de l’Amérique ».
Cette Cosmographiae introductio fut imprimée in-quarto deux fois en 1507, le 25 avril (le septième jour des calendes de mai) et le 29 août (le quatrième jour des calendes de septembre), avec deux éditions à chaque impression. D'où la réalisation de 13 grandes feuilles pour 52 feuillets ou 104 pages, totalement renouvelées pour la deuxième impression du 29 août. Seule une quatorzième feuille est commune pour les deux impressions, elle servait pour l'édition réservée à Martin Waldseemüller, le cartographe, et à Matthias Ringmann, le typographe, pour les récompenser de leurs travaux. Cette 14e feuille comportait 4 feuillets (1 et 6, 2 et 5), et remplaçait la première feuille des 13 feuilles de l'édition collective du Gymnase vosgien (l'exemplaire de Colmar pour l'impression du 25 avril, et l'exemplaire de Nancy pour l'impression du 29 août), pour en faire une édition privée (l'exemplaire de Sélestat pour l'impression du 25 avril, et les deux exemplaires actuellement à la médiathèque La Boussole de la Communauté d'Agglomération de Saint-Dié-des-Vosges pour l'impression du 29 août).
Le groupe imprima également en 1507, dans l'atelier créé par Vautrin Lud, une carte-globe (Globuskarte en allemand, globe-map en anglais), une planche de douze fuseaux horaires à découper, permettant de constituer un globe terrestre. On en connaît actuellement cinq exemplaires : trois exemplaires en Allemagne (deux à Munich à la Ludwig-Maximilian Universität et à la Staatsbibliothek, et un à Offenburg, Baden-Würtemberg), un exemplaire aux États-Unis à l'université de Minnesota, Minneapolis, et un exemplaire au Royaume-Uni dans une collection privée à Londres. On peut y lire la mention « AMERICA » sur l'Amérique du Sud. Elle est annoncée dans la page de titre de la Cosmographiae introductio, comme Universalis Cosmographiae Descriptio in solido.
Le planisphère fut aussi annoncé dans la page de titre de la Cosmographiae introductio, comme Universalis Cosmographiae Descriptio in plano. Il fut dessiné par Martin Waldseemüller, le cartographe allemand, invité à Saint-Dié-des-Vosges, comme chanoine de l'église de Saint-Dié, et qui mourut dans cette cité le 16 mars 1520. Le seul exemplaire d'origine est actuellement à la bibliothèque du Congrès à Washington.
Chaque année depuis 1990, à l'initiative de Christian Pierret, le maire de la ville de Saint-Dié-des-Vosges, un Festival international de géographie se tient la première semaine d'octobre. Le dernier jour est décerné le prix « Nobel » de géographie, le prix Vautrin Lud. On peut alors penser que l'esprit du Gymnase vosgien, à savoir notamment la diffusion des connaissances géographiques et des problématiques actuelles régissant la vie sur notre monde, renaît à travers cet évènement.